# Johann Friedrich (Schwarzburg-Rudolstadt)

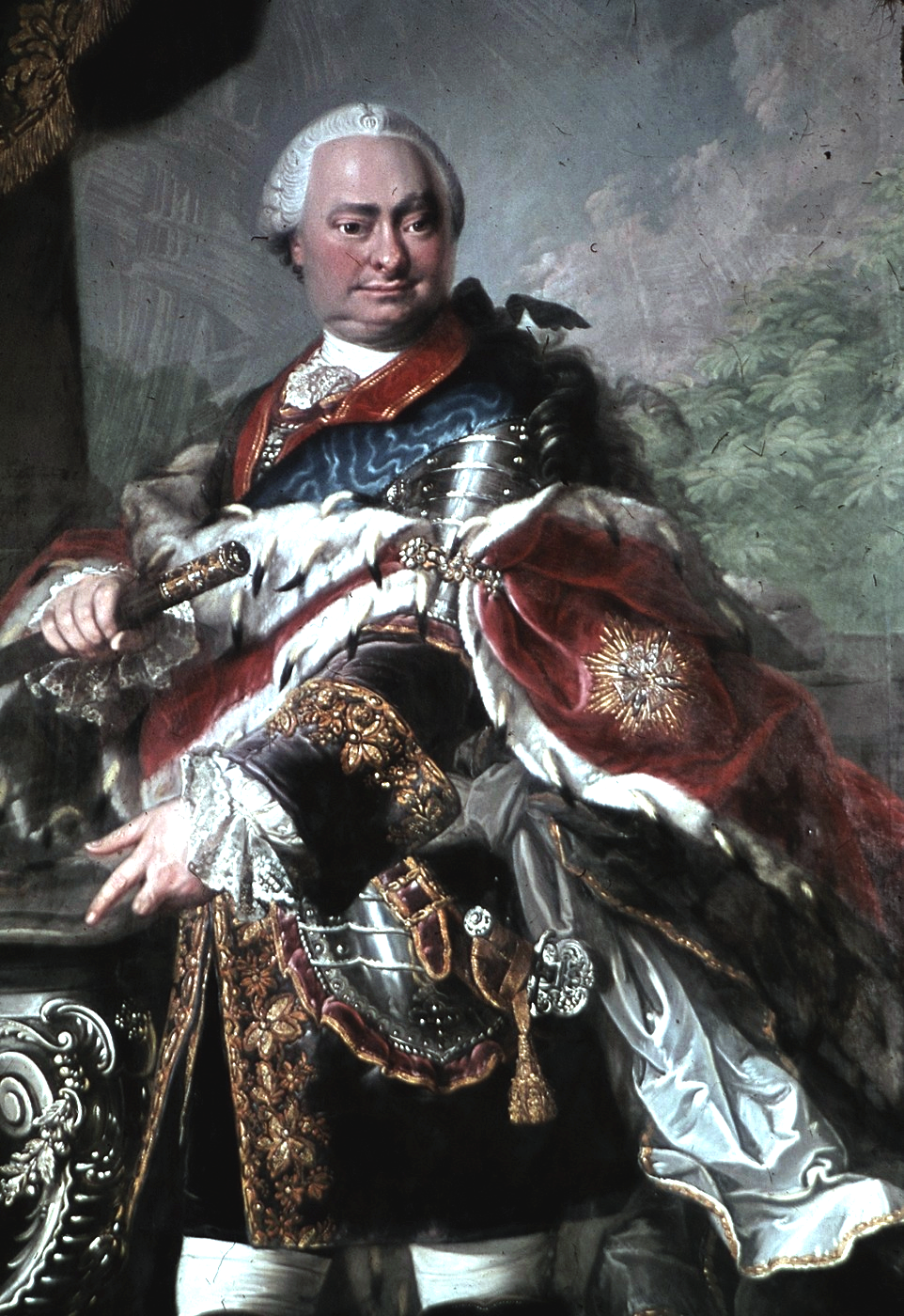
Johann Friedrich von Schwarzburg-Rudolstadt auf einem Gemälde von Heinsius

Johann Friedrich von Schwarzburg-Rudolstadt (* 8. Januar 1721 in Rudolstadt; † 10. Juli 1767 ebenda) war von 1744 bis 1767 regierender Fürst von Schwarzburg-Rudolstadt und entstammte dem Haus Schwarzburg.

## Leben
Johann Friedrich war der einzige Sohn des Fürsten Friedrich Anton von Schwarzburg-Rudolstadt und dessen erster Gemahlin Sophie Wilhelmine, geborene Prinzessin von Sachsen-Coburg-Saalfeld. Der Prinz wurde ab dem vierten Lebensjahr von Privatlehrern erzogen. Mit neun Jahren erhielt er ein kurfürstlich-sächsisches Offizierspatent verliehen. Johann Friedrich wurde zwischen 1737 und 1741 auf eine Bildungsreise geschickt. An der Universität Straßburg besuchte er Vorlesungen in Theologie und an der Universität Utrecht Vorlesungen in Mathematik und Physik. Ebenso konnte in Utrecht König Georg II. von Großbritannien und Irland aufgesucht werden. Im Jahr 1742 nahm der Erbprinz anstelle seines Vaters an der Krönung von Kaiser Karl VII. in Frankfurt teil. Die mehrstündige Veranstaltung war aufwendig und fand im Frankfurter Dom statt. Während seiner Frankreichreise kam Johann Friedrich, der die französische Sprache beherrschte, mit dem Gedankengut der Aufklärung in Kontakt. 1744 übernahm der Prinz im Alter von 23 Jahren das Fürstentum.
Die von seinem Vater im Wesentlichen im Äußeren abgeschlossenen Umbauten der Heidecksburg ließ Johann Friedrich im Inneren mit der Ausschmückung mit Deckenfresken und Supraporten fortsetzen. Mit dem um 1750 von Gottfried Heinrich Krohne fertiggestellten Festsaal wurde ein heute zu den bedeutendsten Innenarchitekturen des Rokoko in Deutschland zählender Prunksaal geschaffen. Die beim Brand von 1735 vernichtete Musikaliensammlung ließ der Fürst durch den Aufbau einer neuen Sammlung ersetzen, wozu er besonders Georg Gebel verpflichtete, der mindestens 9 Opernlibretti vertonte und rund 100 Sinfonien, Partiten und Konzerte, wofür ihm vom Fürsten 1746 der Titel eines Concert-Meisters, 1750 der Titel Capell-Meister verliehen wurde. 1754 wurde Christian Gotthelf Scheinpflug neuer Hofkapellmeister des Fürsten und komponierte für alle höfischen Anlässe. 1746 gründete Johann Friedrich das theologische Seminar und betrieb die Einrichtung einer ansehnlichen öffentlichen Bibliothek. Er ergänzte die bisherigen Sammlungen durch seine Privatbibliothek und stellte sie ab 1751 der Öffentlichkeit einmal in der Woche zur Verfügung. Die Bestände der 1748 gegründeten Fürstlich-öffentlichen Bibliothek Rudolstadt ließ er durch die Anschaffung wissenschaftlicher Literatur, aber auch zahlreicher wertvoller Bücher, darunter Inkunabeln und orientalische Handschriften, erheblich verbessern. Sie sind jetzt teils Bestandteil der Historischen Bibliothek der Stadt Rudolstadt, teilweise der Schlossbibliothek Heidecksburg.
Johann Friedrich erteilte am 4. Oktober 1760 Georg Heinrich Macheleid das Privileg für eine Porzellanmanufaktur, der er als Mitgeschäftsführer angehörte und die als Aelteste Volkstedter Porzellanmanufaktur bis heute existiert. Der Fürst förderte das Gewerbe entsprechend der Lehre des Merkantilismus. Am 20. Januar 1764 ließ er anlässlich der Hundertjahrfeier das als Gymnasium bezeichnete Schulgebäude offiziell zum Gymnasium Friedericianum erklären und diesem eine Lehrstelle der Mathematik und Naturlehre hinzufügen. Dem feierlichen Akt wohnte neben dem Fürsten der gesamte Hofstaat bei.
Da Johann Friedrich nur zwei Töchter hinterließ, folgte ihm 1767 sein Onkel als Fürst Ludwig Günther II. in der Regierung. Dessen Sohn, Erbprinz Friedrich Karl, hatte 1763 Johann Friedrichs älteste Tochter Friederike geheiratet.

## Ehe und Nachkommen

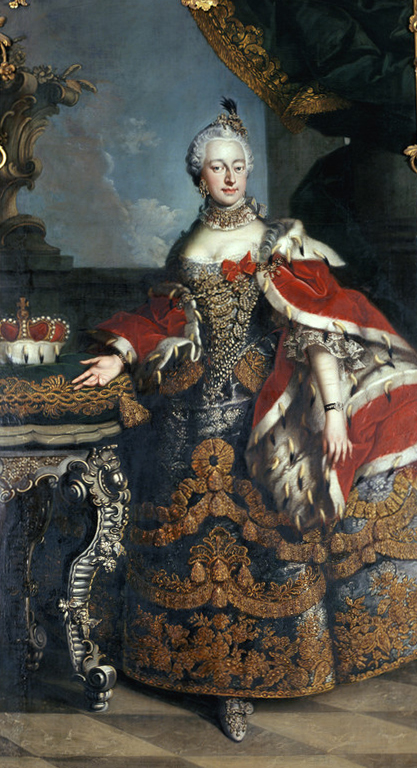
Bernhardine von Sachsen-Weimar-Eisenach auf einem Gemälde von Heinsius

Johann Friedrich heiratete am 19. November 1744 in Eisenach Prinzessin Bernhardine von Sachsen-Weimar-Eisenach (1724–1757). Aus dieser Ehe entstammen folgende Kinder:
- Friederike (1745–1778)

⚭ 1763 Fürst Friedrich Karl von Schwarzburg-Rudolstadt (1736–1793)
- Tochter (†/* 1746)
- Sohn (†/* 1747)
- Sophie Ernestine (1749–1754)
- Wilhelmine (1751–1780)

⚭ 1766 Fürst Ludwig I. von Nassau-Saarbrücken (1745–1794)
- Henriette Charlotte (1752–1756)